# Enter My Religion
«Enter My Religion» — другий студійний альбом норвезької співачки Лів Крістін. Реліз відбувся 13 лютого 2006 року.

## Огляди
Альбом отримав різноманітні огляди. В ранньому 2007 видання журналу Terrorizer Magazine дало альбому оцінку 2/10, називаючи його "днищем євро-попу". Brave Words & Bloody Knuckles оцінили альбом по-іншому, описуючи його як "меланхолійний альбом жанру поп-рок орієнтований на аудиторію любителів не-металу. Хоча комерційного потенціалу він не має — особливо в просторах європейського ринку — все-таки є несподіваною роботою із багатогранними шарами, які гарно вирізняються від формули Брітні Спірс/Пінк/Джессіка Сімпсон".

## Список пісень
| #   | Назва                       | Автор слів      | Автор музики                    | Тривалість |
| --- | --------------------------- | --------------- | ------------------------------- | ---------- |
| 1.  | «Over the Moon»             | Лів Крістін     | Peter Tagtgren                  | 3:32       |
| 2.  | «Fake a Smile»              | Kristine        | Александр Крул, Timon Birkhofer | 3:40       |
| 3.  | «All the Time in the World» | Kristine        | Thorsten Bauer                  | 3:52       |
| 4.  | «My Revelation»             | Kristine        | Bauer                           | 3:31       |
| 5.  | «Coming Home»               | Kristine        | Bauer, Krull                    | 4:11       |
| 6.  | «Trapped in Your Labyrinth» | Kristine        | Tagtgren                        | 3:46       |
| 7.  | «Blue Emptiness»            | Kristine        | Birkhofer, Bauer                | 3:49       |
| 8.  | «You Are the Night»         | Kristine        | Mathias Röderer                 | 3:34       |
| 9.  | «Enter My Religion»         | Kristine        | Bauer                           | 3:50       |
| 10. | «Streets of Philadelphia»   | Брюс Спрінгстін | Springsteen                     | 3:19       |
| 11. | «You Take Me Higher»        | Kristine        | Kristine, Röderer               | 3:37       |
| 12. | «For a Moment»              | Kristine        | Krull, Bauer                    | 4:24       |

## Персонал
- Лів Крістін — вокал
- Торстен Бауер — електро та акустичні гітари, мандолін, басс, ситар, піаніно
- Александр Крул — клавіші, програмування
- Тимон Бьорхофер — бас, віолончель, піаніно, задній вокал
- Яна Калленберг — скрипка
- Дімітріус Аргієрополос — бузукі, цзура
- Жан Поль — акордеон
- Катарина Кляйн — флейта
- Флоріан Текайле — клавіші, піаніно